# Michelangelo Tilli
Michelangelo Tilli o Michaele Angelo Tilli (Castelfiorentino, 10 de abril de 1655 - Pisa, 13 de marzo de 1740) fue un médico, y botánico italiano, notable por su obra de "Catalogus Plantarum Horti Pisani" (Florencia, 1723).
Michelangelo era originario de Castelfiorentino, hijo de Desiderio Tilli y de Lucrezia Salvadori. En 1677 se graduó en medicina y cirugía en la Universidad de Pisa; y para 1681 fue nombrado cirujano naval Cosme III de Médici, Gran Duque de Toscana. Se embarcó en un galeón toscano hacia las islas Baleares y luego a Constantinopla en 1683 con el cirujano florentino Pier Francesco Pasquali para tratar al Musaipp Pasha Mustafa II, el hijo del sultán Mehmed IV, después de una grave caída de su cabalgadura. De allí, fueron a Albania, y Adrianópolis, y Tulli también fue a la ciudad de Túnez, para estudiar los restos de Cartago y colectar especímenes botánicos.
En 1685, fue profesor de botánica en Pisa, y también director del Jardín Botánico de Pisa, introduciendo plantas de Asia y de África. Fue uno de los primeros en Italia en usar invernaderos para las plantas, por lo que fue posible cultivar piña y café en Italia. Linneo elogió ese jardín botánico como uno de los mejores de Europa. Cosme III fue un entusiasmado protector del jardín, haciendo arreglos para importar plantas de lugares tan lejanos como las Américas.

## Algunas publicaciones

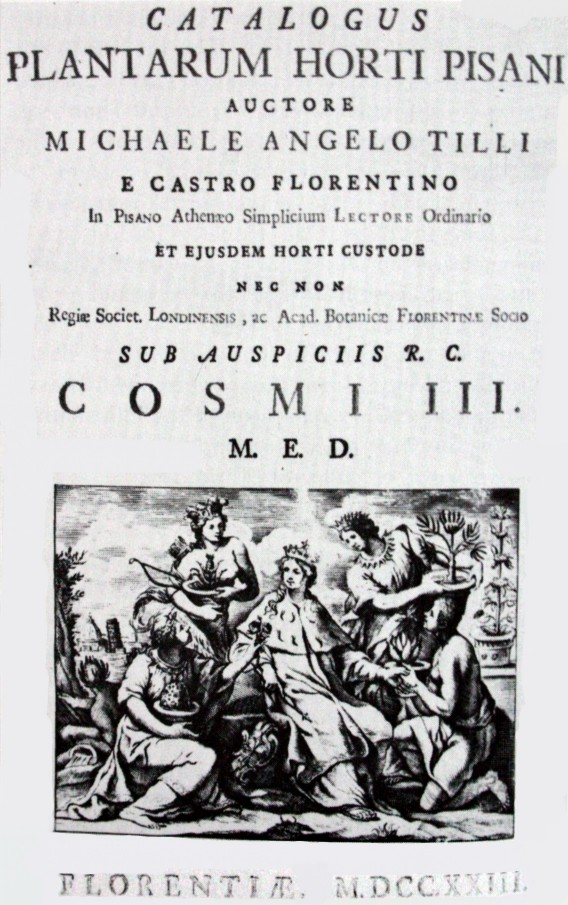

- Catalogus Plantarum Horti Pisani. 1723

## Reconocimientos
- Miembro de la Royal Society, el 30 de noviembre de 1780

## Eponimia
Género
- (Crassulaceae) Tillia St.-Lag.[2]

Especies
- (Bromeliaceae) Puya tillii Manzan.[3]
- (Bromeliaceae) Racinaea tillii Manzan. & Gouda[4]
- (Bromeliaceae) Tillandsia tillii Ehlers[5]
- (Cactaceae) Parodia tillii Weskamp[6]